# Jean-Claude Andruet
Jean-Claude Andruet (* 13. srpen 1942 Montreuil) je francouzský rallyeový jezdec a bývalý účastník Mistrovství světa v rallye.

## Kariéra
Jeho prvním startem byla Rallye Monte Carlo 1973, kde startoval s vozem Alpine A110 a zvítězil. V roce 1981 se s vozem Ferrari 308 GTB stal vicemistrem Evropy. Celkem startoval na 39 soutěžích mistrovství světa. Kromě Monte Carla ještě vyhrál na Korsice a také Rallye San Remo 1977. Jeho posledním závodem byla Acropolis rallye 1986, kde startoval s vozem Citroën BX 4TC. Později proběhl ojedinělý start na Rallye Monte Carlo 1995 s vozem Mini Cooper 1,3i, ale soutěž nedokončil. Během kariéry ještě startoval s vozy Lancia Stratos HF, Fiat 131 Abarth nebo také Lancia 037 Rally.